# 拉斯佩尼亚斯

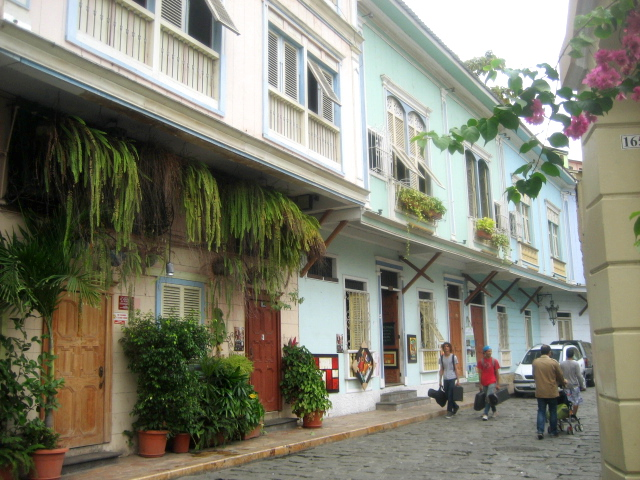
拉斯佩尼亚斯街道

拉斯佩尼亚斯（西班牙語：Las Peñas）是瓜亚基尔的标志性社区。它以殖民地建筑风格而闻名，是城市诞生的地方。它位于圣安娜山的山脚下，它的名字来源于十六世纪西班牙人在那里定居时山丘曾经拥有的悬崖。
最初在此居住的家庭主要是渔民和工匠，但因为20年代的可可热潮，该地区逐渐被富有的地主家庭占据，大部分房屋为贵族风格，就是今天所看到的景象。
1982年，社区被宣布为厄瓜多尔文化遗产，这是第三个国家文化遗产，
主要是在这一地区的住宅，有些是已有100多年历史的古迹。
在2002年至2008年期间，城市市政部门在该地区进行了修缮和再生的过程。

## 图集

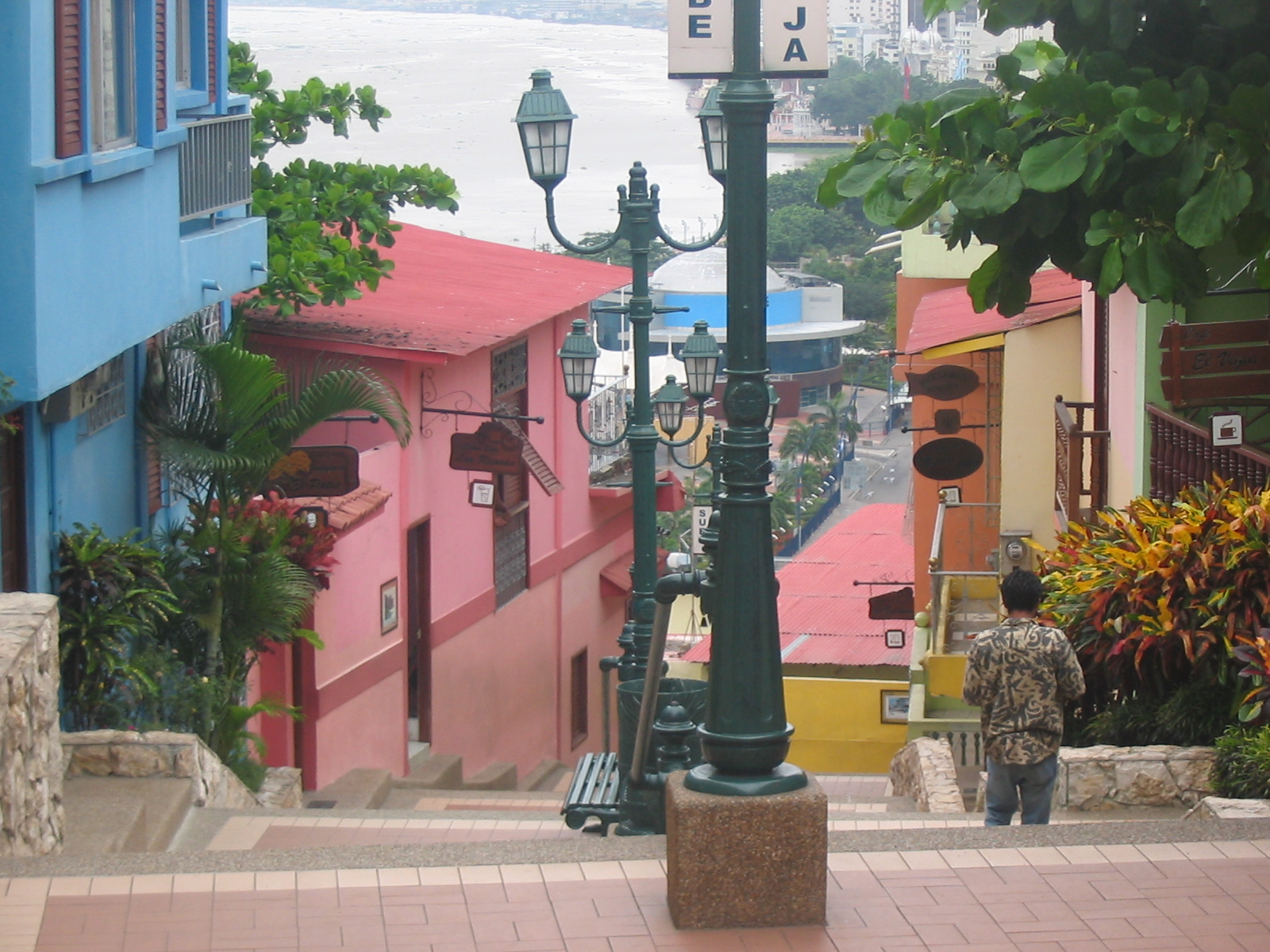
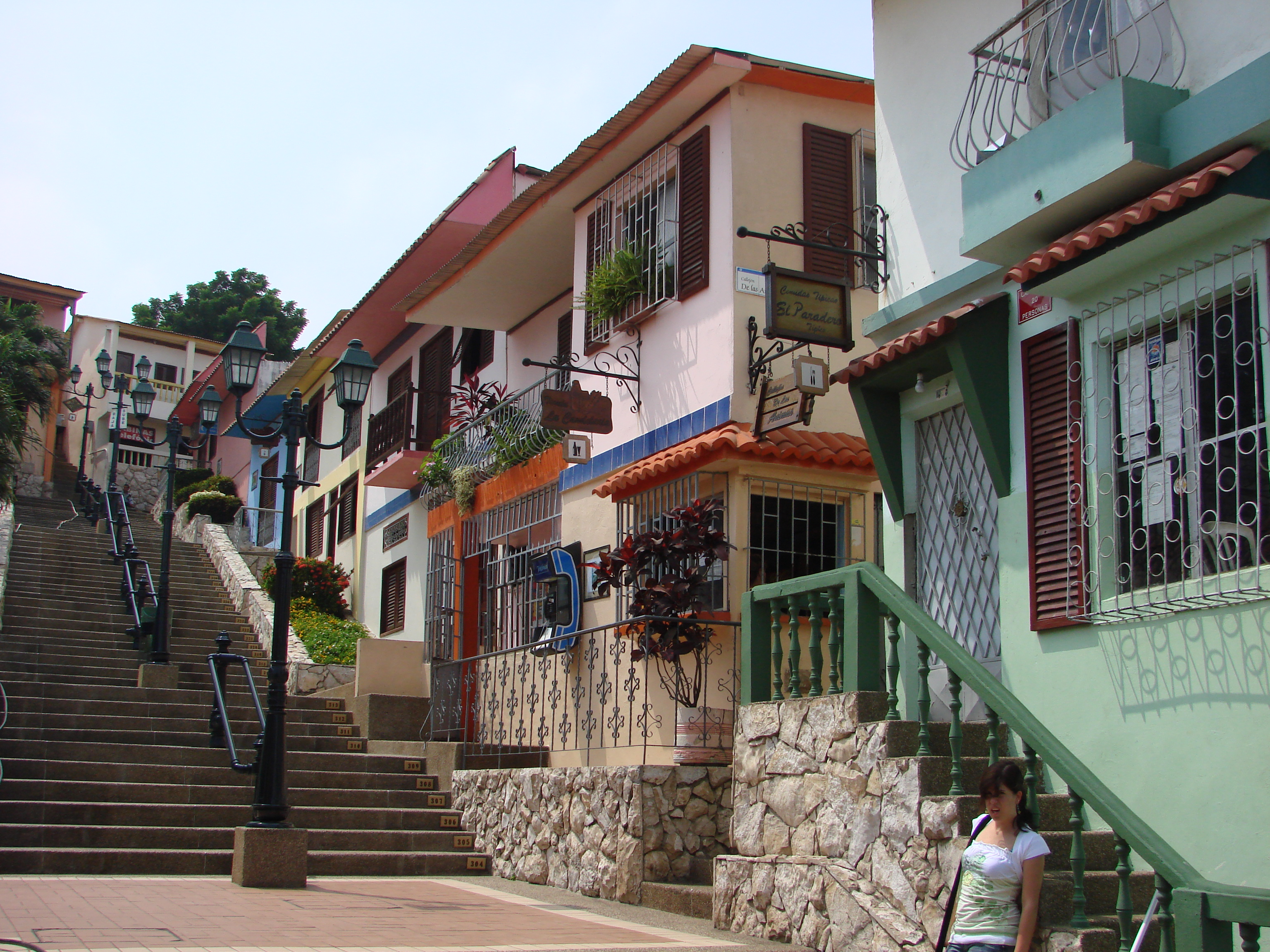
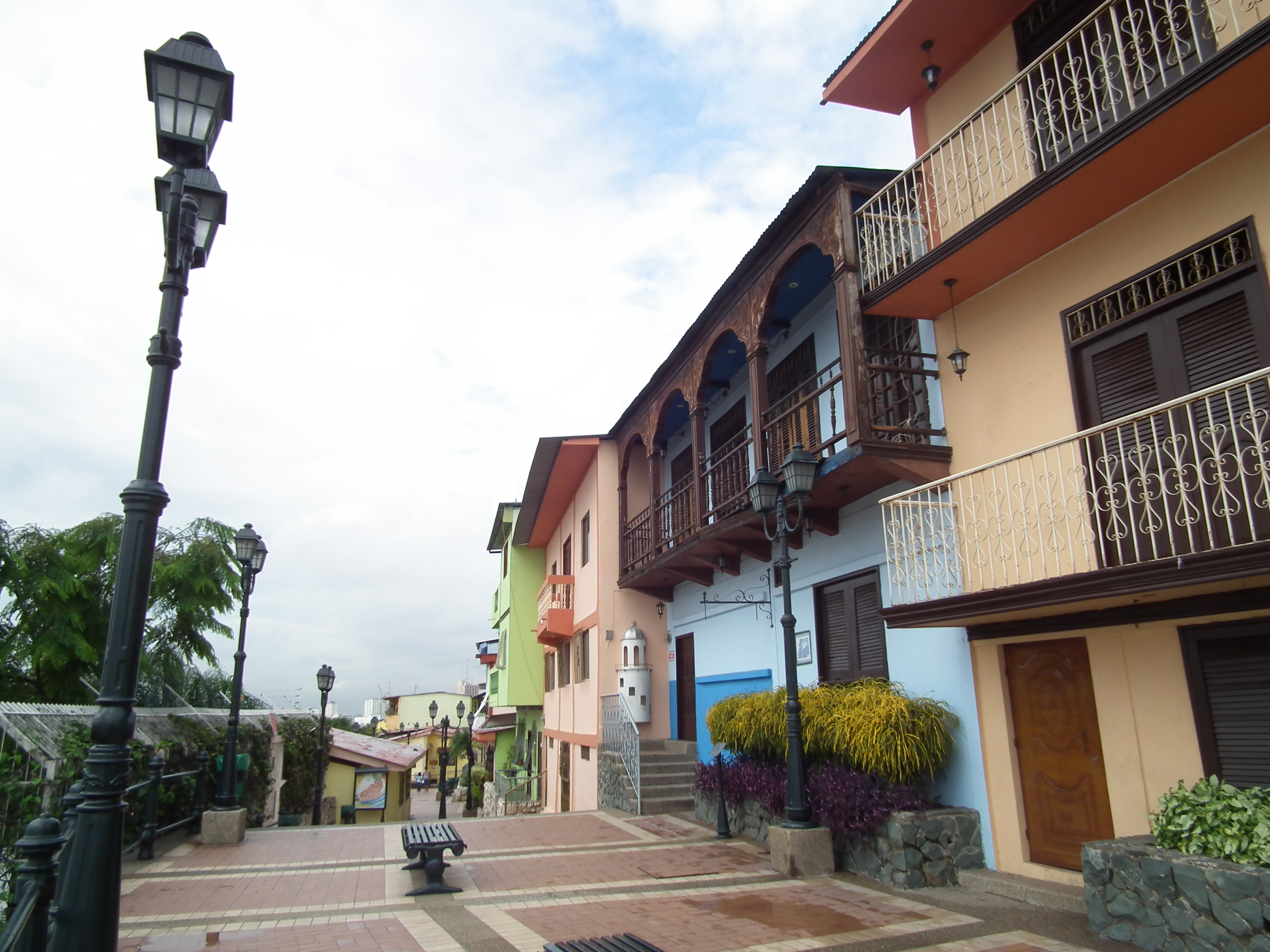
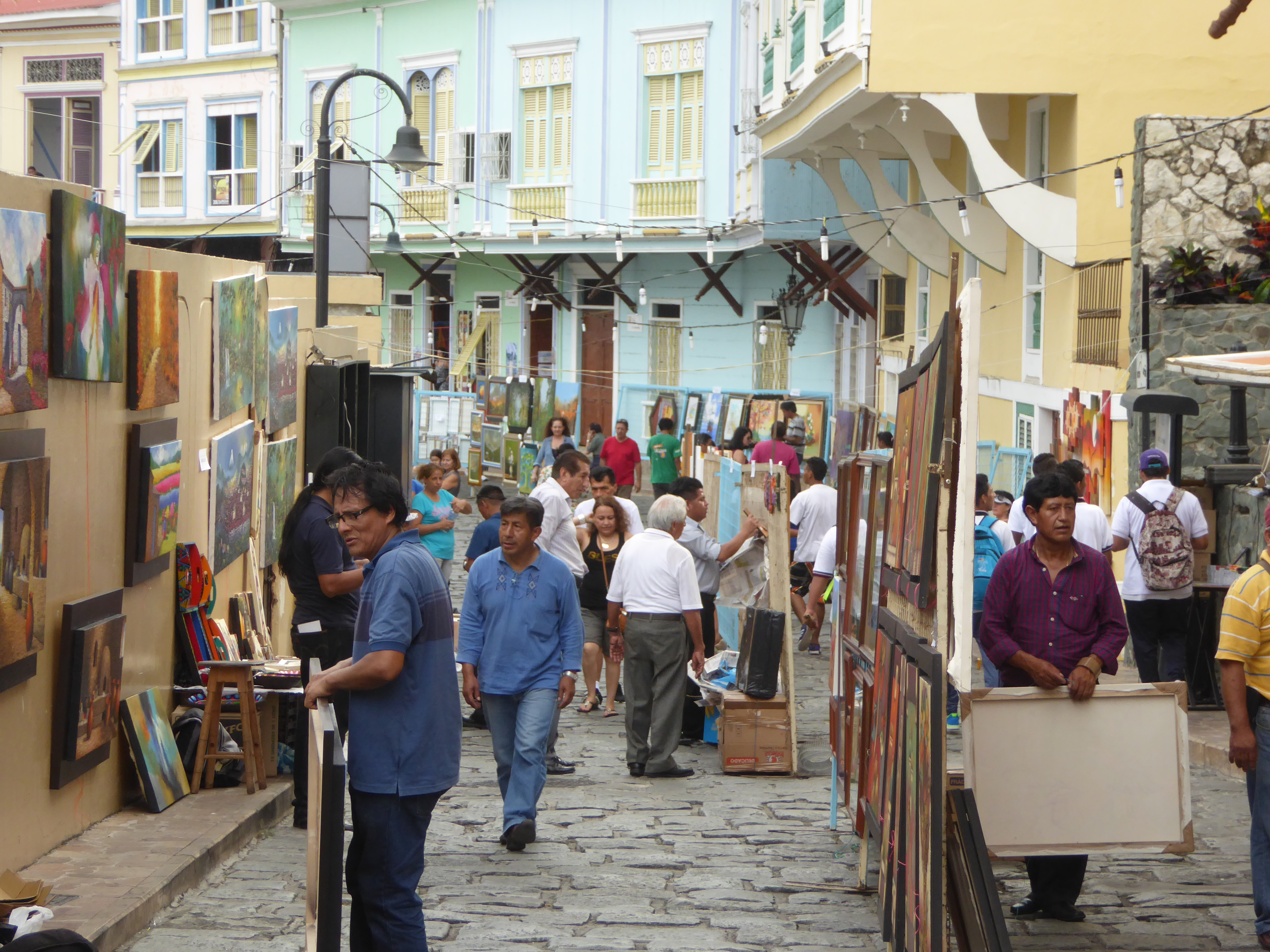
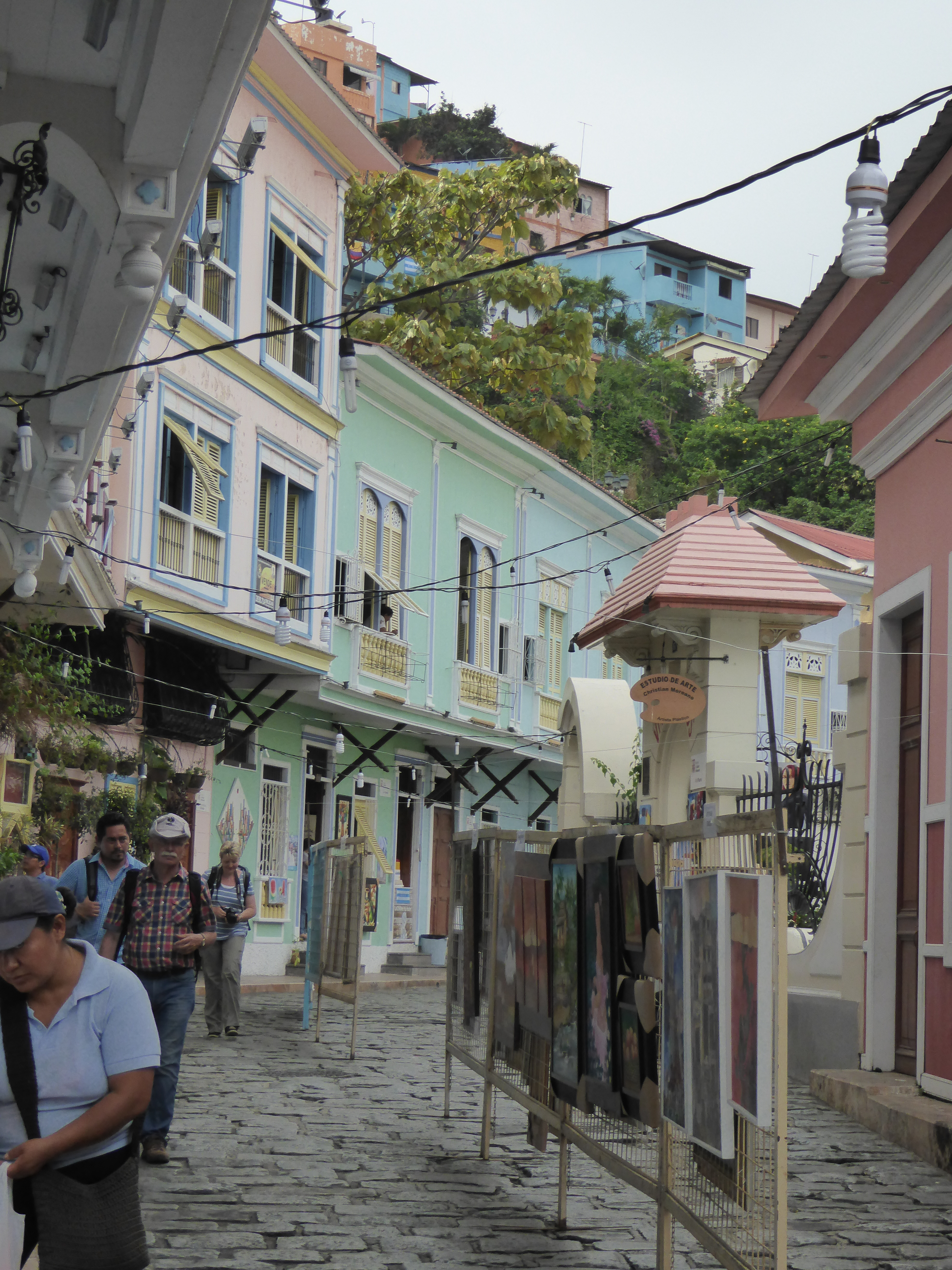
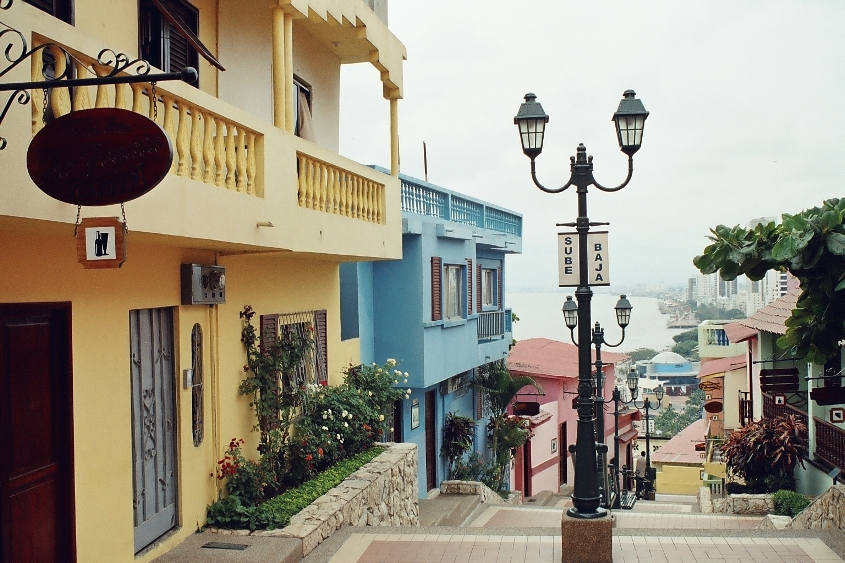
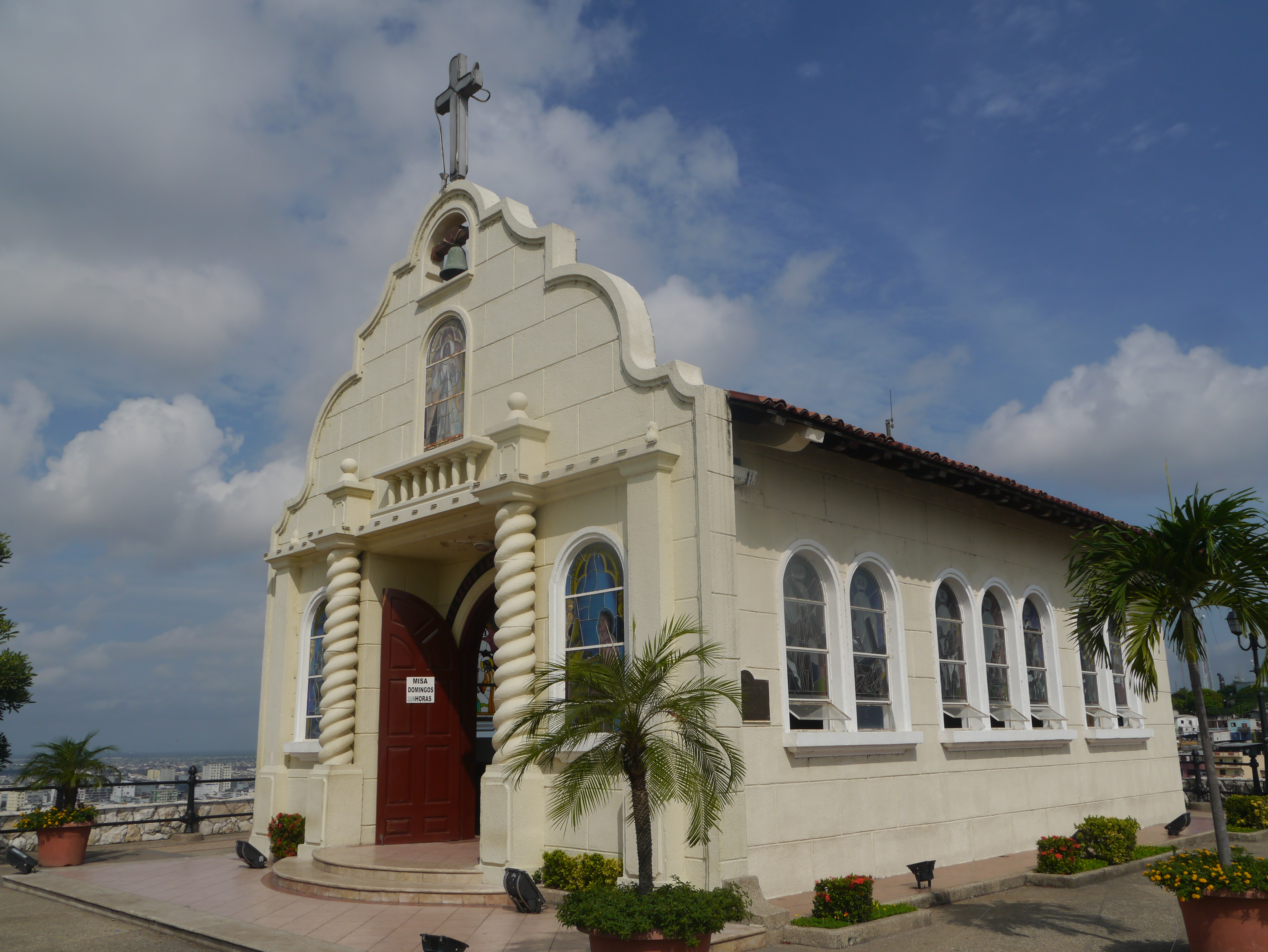
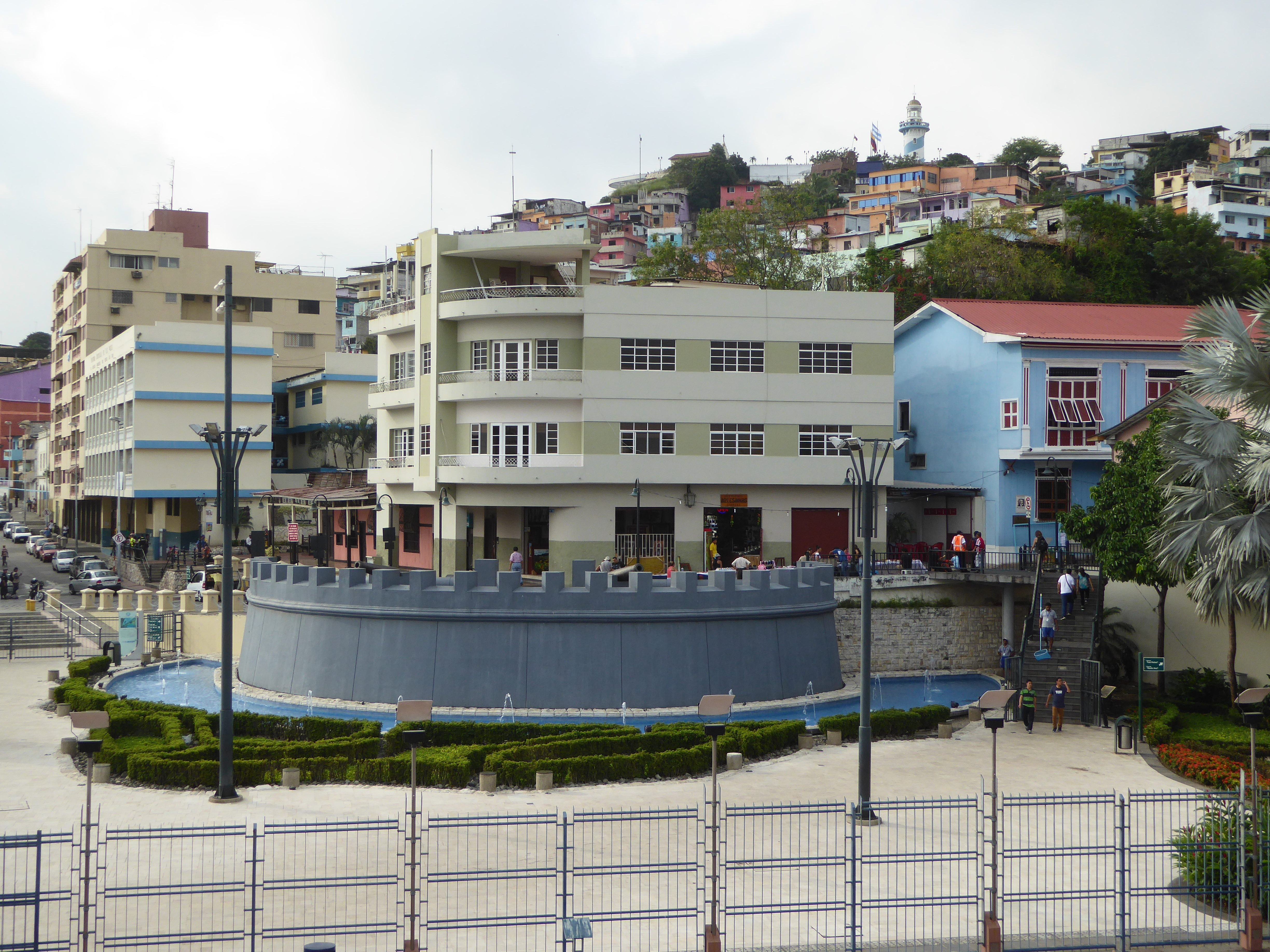